# Gamchab
Der Gamchab ist ein Trockenfluss (Rivier) im Süden Namibias. Sein Einzugsgebiet beträgt etwa 5200 km².

## Verlauf
Er entspringt in den Karasbergen, etwa 30 Kilometer nördlich von Grünau und fließt am Rand des Fischfluss-Canyon-Nationalparks in den Oranje, welcher auch die Grenze zu Südafrika bildet. 
Der Gamchab führt nur sehr selten oberirdisches Wasser, sorgt aber für einen verlässlichen unterirdischen Grundwasserstrom. Dieser macht sich an der Oberfläche als grünes Band, das die Wüste durchzieht, bemerkbar. Hier kommen vereinzelte Akazien und viele Wüstenblumen vor, deren Samen von den seltenen Regengüssen aus den Karas-Bergen hierher geschwemmt werden.